# Вилијам Крукс
Сер Вилијам Крукс (енгл. William Crookes; /к р ʊ к с / ; 17. јун 1832, Лондон — 4. април 1919, Лондон) је био британски хемичар и физичар који је похађао Краљевски колеџ хемије у Лондону, и радио на спектроскопији. Био је пионир вакумских цеви, изумевши Круксову цев која је направљена 1875. Ово је било темељно откриће које је на крају променило целу хемију и физику.
Он је заслужан за откривање елемента талијума, објављеног 1861. године, уз помоћ спектроскопије. Он је такође био први који је описао спектар земаљског хелијума, 1865. Крукс је био проналазач Круксовог радиометра, али није открио право објашњење феномена који је открио. Крукс је такође изумео сочива за сунчане наочаре са 100% блокирањем ултраљубичастог зрачења. Једно време се интересовао за спиритуализам и постао председник Друштва за психолошка истраживања .

## Биографија
Круксов живот је био непрекинута научна активност која је трајала преко шездесет седам година. Сматран је изузетним по својој марљивости и по својим интелектуалним квалитетима.  Његови експерименти у хемији и физици били су познати по оригиналности дизајна,  и он се сматра „сјајним експериментатором“.  Његова интересовања, која сежу од чисте и примењене науке, економских и практичних проблема, и психичких истраживања, учинила су га познатом личношћу и донела му знатне приходе. Добио је многа јавна и академска признања.  

### Ране године
Вилијам Крукс је рођен у Лондону 1832. године, најстарије од осморо преживеле деце (других осам умрла су као деца) Џозефа Крукса (1792—1889), богатог кројача и инвеститора у некретнине пореклом из северне земље, и његове друге жене Мери ( рођена Скот (1806—1884).  Отац Џозефа Крукса, Вилијам (1734—1814), такође је био кројач, а његов деда Џон Крукс (р. 1660) је у три наврата био градоначелник Хартлпула, округ Дарам. 
Џозеф Крукс је имао петоро деце са својом првом женом; два сина из тог брака, Џозеф и Алфред, преузели су кројачки посао, остављајући Вилијаму слободу да бира свој пут.  Године 1848, са 16 година, Крукс је уписао Краљевски колеџ хемије да студира органску хемију. Крукс је платио 25 фунти за своју прву годину школарине и морао је да обезбеди сопствени апарат и неке од скупљих хемикалија. На крају прве године, Крукс је освојио Ешбертонову стипендију која му је покрила школарину за другу годину. На крају своје друге године, Крукс је постао млађи асистент Аугусту Вилхелму фон Хофману, радећи лабораторијске демонстрације и помажући у истраживању и комерцијалној анализи. Октобра 1851. Крукс је унапређен у вишег асистента, на тој позицији је био до 1854.  ‍:8–10
Иако је Крукс поштовао Хофмана, није делио његово примарно интересовање за органску хемију .  Један од Круксових ученика био је велечасни Џон Барлоу, секретар Краљевске институције, који је изабрао да похађа курс аналитичке хемије. Преко Барлоуа, Крукс је упознао научнике попут Џорџа Габријела Стоукса и Мајкла Фарадаја. ‍:11 Такви пријатељи појачали су Круксово интересовање за оптичку физику  ‍:13 коју је поштовао Хофман.  ‍:12–13 До 1851. Круксово интересовање за фотографију и оптику навело је његовог оца да му сагради лабораторију у башти код куће за његова истраживања.  ‍:8
Када се Крукс упустио у оригинални рад, то није била органска хемија, већ нова једињења селена . Ово је била тема његових првих објављених радова 1851. Радио је са Мануелом Џонсоном у Радклиф опсерваторији у Оксфорду 1854. године, где је прилагодио недавну иновацију фотографије на воштаном папиру машинама које је направио Френсис Роналдс за континуирано бележење метеоролошких параметара.  Године 1855. постављен је за предавача хемије на Честерској дијецезанској школи за обуку . 

#### Заснивање породице
У априлу 1856. Крукс се оженио Елен, ћерком Вилијама Хамфрија од Дарлингтона. Пошто је особље у Честеру требало да буде нежења, морао је да поднесе оставку на свој положај. Вилијамов отац, Џозеф Крукс, дао је брачном пару кућу у улици Стенли 15, Бромптон. Елленина мајка, гђа. Хамфри, живела је са њима до краја живота, скоро четрдесет година. Одани пар, Вилијам и Елен Крукс, имали су шест синова и три ћерке. Њихово прво дете, Алис Мери (рођена 1857, касније гђа. Кауланд) остала је неудата четрдесет година, живела са родитељима и радила као помоћница оцу. Два Круксова сина су постала инжењери, а два адвокати. 
Ожењен и живећи у Лондону, Крукс је настојао да издржава своју нову породицу кроз самосталан рад као фотографски хемичар.  Године 1859. основао је емијске новости, научни часопис који је уређивао дуги низ година и водио на много мање формалним основама него што је то уобичајено за часописе научних друштава. Између 1864. и 1869. такође је био укључен у Квартални часопис за науку. У различито време уређивао је Часопис фотографског друштва и Фотографске новости . 
Крукс је био ефикасан у експериментисању. Методу спектралне анализе, коју су увели Бунзен и Кирхоф, Крукс је примио са великим ентузијазмом и са великим ефектом.     
Његово прво значајно откриће било је откриће елемента талијума, направљено уз помоћ пламене спектроскопије . Крукс је открио раније непознати елемент са светло зеленом емисионом линијом у свом спектру. Елемент је назвао талијум, са грчког θαλλός, thallós, што значи "зелени изданак или гранчица". Круксови налази су објављени 30. марта 1861.     

#### Откриће талијума
Талијум је такође независно открио Француз Клод Огист Лами, који је имао предност приступа великим количинама материјала преко свог зета, Шарла Фредерика Кулмана. И Цроокес и Лами су изоловали елемент 1862.   
Крукс је изабран за члана Краљевског друштва 1863.    Крукс је написао стандардну расправу о одабраним методама у хемијској анализи 1871. 
Године 1866, Адолф Ерик Норденскиолд је идентификовао редак минерал из Скрикерума као селенид бакра, сребра и талијума, и назвао минерал Крукесајте у част сер Вилијама Крукса.  

#### Развој Круксове цеви
Крукс је развио Круксове цеви,  истражујући катодне зраке . Објавио је бројне радове о спектроскопији и спровео истраживања о разним мањим темама. У својим истраживањима проводљивости електрицитета у гасовима ниског притиска, открио је да како је притисак био снижен, изгледало је да негативна електрода (катода) емитује зраке (такозвани „катодни зраци“, сада познати као струја слободних електрона и користи се у уређајима за приказ катодних зрака). Као што ови примери показују, он је био пионир у конструкцији и употреби вакуумских цеви за проучавање физичких појава.  Као последица тога, био је један од првих научника који је истражио оно што се данас назива плазма и идентификовао га као четврто стање материје 1879.  Такође је осмислио један од првих инструмената за проучавање нуклеарне радиоактивности, спинтарископ .   
Крукс је истраживао својства катодних зрака, показујући да они путују правим линијама, изазивају флуоресценцију када падну на неке супстанце и да њихов утицај може произвести велику топлоту. Веровао је да је открио четврто стање материје, које је назвао „светлећа материја“,  али су његови теоријски погледи на природу „зрачеће материје“ требало да буду замењени.  Веровао је да се зраци састоје од токова честица обичне молекуларне величине. Сер Џозеф Џон Томсону је преостало да изложи субатомску природу катодних зрака (који се састоје од токова негативних електрона  ). Ипак, Круксов експериментални рад у овој области био је темељ открића која су на крају променила целу хемију и физику. 
Круксова пажња је била привучена вакуумском равнотежом током његовог истраживања талијума. Убрзо је открио феномен који покреће кретање у Круксовом радиометру, у коме се скуп лопатица, свака поцрнела на једној страни и углачана на другој, окреће када је изложена енергији зрачења. Крукс, међутим, није пружио право објашњење овог привидног „привлачења и одбијања које проистиче из зрачења “.  

#### Живот и рад у Вртовима Кенсингтон Парка 7
После 1880. Крукс је живео у Вртови Кенсингтон Парк 7 у модерној области Нотинг Хил . Његово домаћинство укључивало је велику породицу са више генерација и известан број послуге. Ту је обављен сав његов каснији рад, у тада "најбољој приватној лабораторији у Британији". Обухватао је цео спрат куће и обухватао је три међусобно повезане лабораторије, за хемију, физику и машинску конструкцију, и библиотеку. Крукс је могао да купи кућу и изгради лабораторију због свог прихода од Националне компаније Гуано и од разних патената.  ‍:35
До 1880. Крукс је запослио плаћеног научног асистента са пуним радним временом (прво Чарлса Гимингема, а после 1883. Џејмса Гардинера). Помогла му је и његова ћерка Алис, која је била „вешта у фракционисању ретких земних елемената “ и „без лошег тумача спектра “. 
Његова свакодневна рутина била је да ујутру води своје комерцијалне послове, обавља даље послове или поподне одлази на научне скупове, вечера у 7, ради у библиотеци од 8 до 9, а затим у лабораторији до после поноћи. Из свог дома, Крукс је лако могао да дође до канцеларија Хемијске новости, Краљевског друштва, Хемијског друштва и клуба Атхенаеум. 
Круксов отац је умро 16. јануара 1884. Круксова ћерка Флоренс умрла је од шарлаха исте недеље. Имање Џозефа Крукса остављено у аманет, подељено између његова три преживела сина, Алфреда, Вилијама и Френка. У комбинацији са његовим претходним приходима, ово је осигурало да је Крукс био веома добростојећи. 
Године 1886, Крукс је изабран за члана Америчког филозофског друштва . 

### Позне године
Дана 13. августа 1894. Џон Вилијам Страт, трећи барон Рејли и Вилијам Ремзи објавили су откривање новог гаса у атмосфери. Дана 31. јануара 1895. поднели су пун извештај Краљевском друштву о новом гасу, аргону . Поред тога, Вилијам Крукс, од кога је затражено да испита узорак, представљен на спектрима аргона, известио је да аргон приказује два различита спектра. На овај начин, Крукс је идентификовао први познати узорак земаљског хелијума  и установио његову кореспонденцију са посматрањима соларног хелијума.  Откриће аргона и хелијума довело је до идентификације племенитих гасова и реорганизације периодног система.  Сам Крукс је предложио дизајн за периодни систем у стилу свемирске лемнискате 1898.   Крукс је проглашен витезом 1897. 
Крукс је 1898. именован за председника Британског удружења за унапређење науке. У свом инаугурационом обраћању, он је детаљно оцртао надолазећу катастрофу: Народи света који једу пшеницу почеће да понестају без хране 1930-их. Разлог је, како је рекао, недостатак азотног ђубрива доступног из природних извора. Крукс је позвао хемичаре да развију нове начине прављења ђубрива из огромних залиха азота у атмосфери (који је отприлике 80 процената азота). Његове опаске о надолазећој глади постигле су широку распрострањеност у штампи и претворене у популарну књигу. Научници који су се бавили овим проблемом у првим годинама двадесетог века укључивали су Кристијана Биркеланда, чија је технологија помогла да се оснује Норк Хидро, и Фриц Хабер и Карл Бош, чији Хабер-Бош процес чини темељ данашње индустрије азотних ђубрива. 
Године 1903. Крукс је скренуо пажњу на новооткривени феномен радиоактивности, постигавши одвајање од уранијума његовог активног продукта трансформације, уранијума-Х (касније је утврђено да је протактинијум).  Крукс је приметио постепено распадање издвојеног производа трансформације и истовремену репродукцију свежег залиха у оригиналном уранијуму. Отприлике у исто време када и ово важно откриће, приметио је да када "п-честице", избачене из радиоактивних супстанци, ударе у цинк сулфид, сваки удар је праћен малом сцинтилацијом, посматрањем које чини основу једног од најкорисније методе у техници радиоактивности. 
Године 1913. Крукс  је направио 100% ултраљубичасто и 90% инфрацрвено блокирајуће сочиво  направљено од стакла које садржи церијум,  али само благо затамњено.  Они су били нежељени нуспроизвод Круксовог истраживања да пронађе формулацију стакла за сочива која би заштитила стакларе од катаракте.  Крукс је тестирао више од 300 формулација,  свака је нумерисана и означена. Круксово стакло 246 је била нијанса препоручена за стакларе. Најпознатије Крукс нијансе су А (повучене због уранијума), А1, Б и Б2, које апсорбују сву ултраљубичасту светлост испод 350 нм док затамњује визуелну светлост. Круксове узорке су направили Вајтфриарс, Лондон, произвођачи витража и Браћа шaнса, Бирмингем.  

## Спиритуализам
Крукс се заинтересовао за спиритуализам касних 1860-их, а најснажније је био укључен око 1874–1875. Ерик Дисон примећује да су Круксове студије окултизма повезане са његовим научним радом на радиометрији јер су оба укључивала откривање раније неоткривених сила. 
На Крукса је вероватно утицала смрт његовог млађег брата Филипа 1867. у доби од 21 године од жуте грознице којом се заразио док је био на експедицији да положи телеграфски кабл од Кубе до Флориде. Године 1867, под утицајем Кромвела Флитвуда Варлија, Крукс је присуствовао сеанси како би покушао да ступи у контакт са својим братом. 
Између 1871. и 1874. Крукс је проучавао медијуме Кејт Фокс, Флоренс Кук и Данијела Дангласа Хомеа . Након своје истраге, веровао је да медијуми могу произвести праве паранормалне појаве и комуницирати са духовима.  Психолози Леонард Зусне и Варрен Х. Јонес описали су Крукса као лаковерног јер је лажне медије подржавао као оригиналне. 
Антрополог Едвард Клод је приметио да је Крукс имао слаб вид, што је можда објаснило његово веровање у спиритуалистичке феномене и цитирао је Вилијама Ремзија који је рекао да је Крукс „толико кратковид да му се, упркос његовој неупитној искрености, не може веровати у оно што вам каже да је видео."  Биограф Вилијам Ходсон Брок је написао да је Крукс био „очигледно кратковид, али није носио наочаре све до 1890-их. До тада је можда користио монокл или џепну лупу када је то било потребно. Каква ограничења је ово наметнуло његовим психичким истраживањима можемо само замислити." 
Након проучавања извештаја Флоренс Кук, историчарка науке Шери Лин Лајонс написала је да је наводни дух "Кејти Кинг" понекад била и сам Кук, а понекад и саучесник. Што се тиче Крукса, Лајонс је написала: „Ово је био човек са беспрекорном научном репутацијом, који је открио нови елемент, али није могао да открије праву живу девојку која се маскирала у духа”. Кук је више пута била разоткривена као лажни медиј, али је била „обучена у уметности сеансе“ која је успела да превари Крукса. Неки истраживачи као што је Тревор Х. Хол сумњали су да је Крукс имао аферу са Флоренс Кук. 
У низу експеримената у Лондону, Енглеска, у кући Крукс, фебруара 1875. године, медиј Ана Ева Феј успела је да превари Крукса да верује да има праве психичке моћи. Феј је касније признала превару и открила трикове које је користила.  Што се тиче Крукса и његових експеримената са медијумима, мађионичар Хари Худини је сугерисао да је Крукс преварен.  Физичар Виктор Стенгер је написао да су експерименти били лоше контролисани и да га је „његова жеља да верује заслепила за шиканирање његових психичких субјеката”. 
Џон Гриер Хибен је 1897. написао да Круксова идеја о етарским таласима који објашњавају телепатију није научна хипотеза „он не износи никакве чињенице које би указивале на њену вероватноћу или да би је спасиле од спуштања у сферу голих претпоставки“. 
Године 1916. Вилијам Хоуп је преварио Крукса са лажном фотографијом духа његове жене. Оливер Лоџ је открио да је било очигледних знакова двоструке експозиције, слика леди Крукс је копирана са фотографије са годишњице венчања, али Крукс је био убеђени спиритуалиста и тврдио је да је то прави доказ за фотографију духова .  ‍:474
Физиолог Гордон Стајн сумњао је да се Крукс превише стидео да призна да га је преварила медиј Флоренс Кук или да је у завери с њом ради сексуалних услуга. Такође је сугерисао да је Крукс био у завери са Аном Евом Феј. Он је приметио да је, супротно популарном веровању, Хопе у неколико наврата разоткривена као превара. Стајн је закључио да су сви подвизи Наде дочаравајући трикови.  У прегледу биографа Вилијам Брок написао је да је Стајн јасно и логично изнео свој „случај против Крукса и Хомеа“. 
Крукс се придружио Друштву за психолошка истраживања, поставши председник друштва 1890-их: придружио се и Теозофском друштву и Клубу духова,  чији је председник био од 1907. до 1912.  ‍:440 Године 1890 . инициран је у Херметички орден Златне зоре . 

## Галерија
- Портрет Вилијама Крукса, 18 година
- Портрет Вилијама Крукса, 24 године
- Портрет Вилијама Крукса, 57 година
- Портрет сер Вилијама Крукса, ОМ, 79 година
- Сер Вилијам Крукс од сер Лесли Ворд, 1902